# Лудвиг Амадей Савойски-Аоста
Вижте пояснителната страница за други личности с името Лудвиг Савойски.
Лудвиг Амадей Савойски-Аоста, с пълно име Лудвиг Йосиф Мария Фердинанд Франциск Савойски-Аоста (на италиански: Luigi Amedeo Giuseppe Maria Ferdinando Francesco di Savoia-Aosta; Луиджи Амедео Джузепе Мария Фердинандо Франческо ди Савоя-Аоста; * 29 януари 1873, Мадрид, Кралство Испания; † 18 март 1933, Виладжо Дука дели Абруци, Италианска Сомалия), е 1-ви херцог на Абруци, адмирал, изследовател и алпинист.
Един от най-известните представителите на Италианското кралско семейство, между 1897 и 1909 г. той прави експедиции, които го правят международно известен: през 1897 г. първото изкачване на планината „Сейнт Елиас“ в Аляска, през 1900 г. експедиция на Северния полюс – на борда на кораба „Полярна звезда“, който достига най-далечната северна ширина по това време, през 1906 г. изследване на африканския масив Рувензори и изкачване на основните му върхове, през 1909 г. експедиция до Каракорум с неуспешен опит за изкачване на К2 и нов световен рекорд за надморска височина.
През Първата световна война командва съюзническия флот. След това се посвещава до смъртта си на иновативен проект за земеделски експерименти и сътрудничество с местното население в Сомалия.

## Произход
Той е третият син на Амадей I (* 1845, † 1890), херцог на Аоста и единствен крал на Испания (1870 – 1873) от Савойската династия, и на съпругата му Мария Витория дал Поцо дела Чистерна (* 1847, † 1876), наследница на стар аристократичен пиемонтски род. Негови дядо и баба по бащина линия са крал Виктор Емануил II, последен крал на Сардиния (1849 – 1861) и първи крал на обединена Италия (17 март 1861 – 1878), и ерцхерцогиня Мария Аделхайд Хабсбург-Лотарингска, а по майчина – принц Карл Емануил дал Поцо дела Чистерна, сенатор на Кралство Италия, и графиня Луиза Каролина Гислен дьо Мерод. Чичо му е крал Умберто I. Той е първи братовчед на бъдещия крал на Италия Виктор Емануил III. Има двама братя:
- Емануил Филиберт (* 1869, † 1931), херцог на Аоста (1890 – 1931), принц на Астурия (1870 – 1873), генерал, съпруг на Елена Орлеанска
- Виктор Емануил (* 1870, † 1946), граф на Торино, генерал, неженен

Има и един природен брат от втория брак на баща си.

## Биография

### 1873 – 1891: начални години и образование
Тъй като е първият син, роден след възкачването на баща му на престола, той получава титлата „инфант“. Раждането му се случва в критичен за Кралство Испания момент, в ситуация на максимална несигурност, със страната на ръба на взрив. Тържествената церемония по кръщението му всъщност е последното официално събитие, на което баща му Амадей I присъства в ролята си на крал на Испания: на 11 февруари, когато новороденият му син е само на четиринадесет дни, той завършва краткото си и измъчено царуване със собствената си абдикация.
След това семейството се завръща в Торино и се установява в наследствения дворец на майка му – Поцо дела Чистерна. Лудвиг е на малко повече от 3,5 г., когато през ноември 1876 г. 29-годишната му майка умира от туберколоза. Той е само на 6,5 г., когато през август 1879 г. е зачислен като юнга в Реджа Марина, за да получи военно образование според традицията за принцовете на кралския дом, предназначени да заемат високи чинове във въоръжените сили.
Лудвиг прекарва по-голямата част от ваканциите си в планината, култивирайки страст, споделяна от много членове на кралското семейство, по-специално от принцеса Маргарита, кралица на Италия от 1878 г., която посвещава специални грижи на тримата си внуци, останали без майка. През лятото баща му поверява децата си на учения и варнавитски монах Франческо Денца, който ги запознава с алпинизма, предназначен като дидактически инструмент за изучаване на естествените науки и за духовно обогатяване.
През декември 1884 г. става школник първи ранг в Кралската военноморска академия в Ливорно и се качва на борда на фрегатата „Виктор Емануил“, споделяйки обучението с друг знаменит син – връстникът му Манлио Гарибалди, син на Джузепе Гарибалди. Лудвиг има добър школен успех.
През юли 1889 г., само на шестнадесет години, става гардемарин в корпуса на Генералния щаб на Кралския флот и се качва на бригантината „Америго Веспучи“, с която извършва първото си околосветско плаване, по време на което се среща с лейтенант Умберто Кани – верен негов спътник в почти всичките му бъдещи експедиции. През февруари 1891 г., при завръщането си в родината си след пътуване, продължило почти 1,5 г., той става младши лейтенант и след смъртта на баща си през януари 1890 г. е номиниран за херцог на Абруци от крал Умберто I.

### 1892 – 1896: изкачвания на Алпите, първи контакт с Африка и второ околосветско пътешествие
След пътуването на бригантината „Америго Веспучи“ Лудвиг прави кратки круизи на учебния кораб „Венеция“ и на торпедния катер 107 S. Между 1892 и 1894 г. намира достатъчно време, за да може да направи много трудни изкачвания в Алпите, в групата Гран Парадизо, Монте Роза (Пунта Дюфур, Пунта Нифети), в масива Монблан (Денте дел Джиганте, Егюйи дю Моан, Пти Дрю), придружен от водачи като Емил Рей от Курмайор и Жан Антоан Макиня от Валтурнанш. Най-важното е изкачването на Матерхорн през август 1894 г. по Хребета Змут заедно с Алберт Фредерик Мъмъри, открил маршрута през 1879 г., Джон Норман Коли и водача Джоузеф Полингър, което спечелва на Лудвиг почетното президентство на Торинската секция на Италианския алпийски клуб и приемане в елитния Британски алпийски клуб.
През юни 1893 г. Лудвиг е назначен за втори командващ на топовна лодка „Волтурно“ и в рамките на два месеца е повишен в чин „лейтенант“. През септември корабът е изпратен в Сомалия, за да потуши размириците, и остава начело на пристанището на Могадишу за месец, давайки на Лудвиг възможността да осъществи първи контакт със земя, в която веднага се влюбва и на която ще посвети последните си години от живота си, като я смята за свой истински дом и избира да умре там.
На 4 ноември 1894 г. той отплава от Венеция на крайцера „Христофор Колумб“ за дипломатическа мисия, която продължава 26 месеца и която му позволява да завърши второто си околосветско пътешествие. По време на това пътуване, след като пристига във Виктория в Британска Колумбия, той научава за съществуването на неизкачен връх от 5489 метра – планината Сейнт Елиас в района между Аляска и Юкон. По време на едномесечна спирка в Колката той пътува из Индия заедно с колегите си офицери Умберто Кани и Филипо Де Филипи, достигайки първите подножия на Хималаите, откъдето за първи път може да види Кангчендзьонга на 8000 метра разстояние.

### 1897 – 1898: експедиция до планината Свети Илия и нови изкачвания в Алпите
През 1897 г., завръщайки се от околосветското си турне, Лудвиг успява да възобнови алпинистката си дейност. Когато довереният му водач Емил Рей умира през 1895 г., той започва да използва друг водач от Курмайор – Жозеф Петигакс, който го придружава не само при следващите алпийски изкачвания, изкачвайки недокоснати върхове заедно, но и при всички извъневропейски експедиции, от Аляска до Каракорум.
На 1 август 1897 г. италианската експедиция, водена от херцога на Абруци и включваща, между другото, Умберто Кани, Франческо Гонела, Филипо Де Филипи и Виторио Села, достига върха на планината Сейнт Елиас за първи път.
През лятото на 1898 г. той изкачва два от върховете на Гранд Жорас, които той кръщава Пунта Маргарита и Пунта Елена в чест съответно на леля си Маргарита и етърва си Елена Орлеанска, и Егюйи Сан Ном в групата Егюий Верт, която той кръщава Егюйи Петигакс.

### 1899 – 1900: експедиция до Северния полюс на кораба „Полярна звезда“
Между 1899 и 1900 г. организира експедицията до Северния полюс, която на 25 април 1900 г. достига максималната арктическа ширина от 86° 33' 49" на борда на кораба „Полярна звезда“. След подвига е произведен в чин „командир-лейтенант“.

### 1901 – 1905: трето околосветско пътешествие
Между 1902 и 1904 г. прави околосветска обиколка за трети път на борда на крайцера „Кралски кораб Лигурия“.
В Сингапур се среща с изследователя Джовани Батиста Черути ди Вараце, а в Тиендзин пристига след Боксерското въстание от 1900 г.

### 1906: експедиция в Рувензори
През 1906 г., придружен от водачите от Курмайор Жозеф и Лоран Петигакс, Жозеф Брошерел и Сезар Олие, той изследва най-високите върхове на Рувензори, като им дава имената „Маргарита“, „Умберто“ и „Алесандра“.

### 1909: Експедиция в Каракорум
През 1909 г., придружен от водачите от Курмайор Жозеф и Лоран Петигакс, Жозеф Брошерел и Сезар Олие, участва в експедицията в Пакистан до масива Каракорум, към върха К2.
В началото на 1820-те г. има сантиментална връзка, която е внимателно следена от италианската и задграничната преса, с богатата американска наследница Катрин Елкинс, дъщеря на краля на въглищата и стоманата – американският сенатор Дейвис Елкинс; братовчедът на херцога, крал Виктор Емануил III и преди всичко кралицата майка Маргарита не му дават разрешение да се ожени за нея поради причини, които никога не са добре изяснени и са обект на различни предположения в пресата от онова време. Вероятно за да не се събуди подозрението, че принц от Савойския дом може да се ожени за жена без синя кръв поради хипотетични причини за интерес.

### 1914 – 1918: Първа световна война
При избухването на Първата световна война Лудвиг е главнокомандващ на Обединените военноморски сили със знаме на линеен кораб "Конте ди Кавур“, отличавайки се в организацията на евакуацията на 185 000 сръбски цивилни и военни бежанци от албанското крайбрежие, от които 115 000 благодарение на италианския флот. По-късно той е отстранен от длъжност поради напрежение в генералния щаб поради натиск от страна на Съюзническите сили, които искат да използват италианския флот за чисто отбранителни цели, противно на намеренията на херцога. Загубата на някои кораби, включително бойния кораб „Реджина Маргерита“ през декември 1916 г., след като уцелва две мини при опит да напусне пристанището на Вльора, води до това решение. Новината за отстраняването от длъжност е прикрита с цитиране на здравословни проблеми след полярната експедиция. През февруари 1918 г. е произведен в чин „адмирал“, но фактически е лишен от оперативни задължения.

### 1919 – 1933: живот в Сомалия и смърт
През 1919 г. той отива в Италианска Сомалия с техници и географи, за да проучи възможността за основаване на земеделска колония по долното течение на река Шебеле. За десет години упорит труд една процъфтяваща компания заменя некултивирания район в избрания регион Шидли. Захранва се от водите на реката, експлоатирани с обширни водни съоръжения и с гъста мрежа от канали; 150 км пътища, икономическа железопътна линия, складове, работилници, лаборатории и промишлени предприятия осигуряват автономията на колонията, която се простира около селището Дука дели Абруци – седалище на управлението ((днешен Джоухар в Сомалия).
След като колонията е организирана, херцогът желае да изучи всеки детайл на реката, която ѝ дава живот. До онзи момент тя не е била систематично изследвана. От познаването на резервоара и нейния климат е вероятно да се направят полезни заключения за икономиката на колонията. Експедицията, за която херцогът поисква сътрудничеството на Е. Черули, етнограф, Е. Тишер, минералог, К. Базиле, натуралист, капитан Палацоло и лейтенант Брока, топографи, О. Паванело, метеоролог и Е. Анджели, радиооператор, започва пътуването си с керван от Хадама по железопътната линия Джибути-Адис Абеба в края на октомври 1928 г. За петнадесет дни достига Хогисо, 2680 метра надморското равнище, където тече реката. От тук за по-малко от три месеца той проучва около 1200 км. от курса ѝ до Сулсул в равнината на Италиански Сомалиленд.
Изглежда, че през последните години от живота си херцогът има връзка с младата сомалийска принцеса Фадума Али, но няма деца.
Многото години, прекарани в тропическа Африка с кратки и недостатъчни периоди на почивка в умерен климат, поставят на сериозно изпитание здравето на принца, което бързо се влошава през последните две години. Той умира на 60-годишна възраст на 18 март 1933 г. в селище Дука дели Абруци. Според завещанието му е погребан на брега на река Шебеле.
През 1992 г. военната мисия „Ристор Хоуп“ в подкрепа на цивилни се опитва да вземе тленните останки на херцога, за да ги спаси от риск от оскверняване, но по искане на местното население (с което се съгласява и Амадей Савойски-Аоста), все още много привързано към паметта на човека, който му е дал достоен живот, гробът е оставен в Сомалия. През 2006 г. обаче ислямските милиции влизат в Джохар, разрушават града и нападат гробницата, осквернявайки я и разпръсквайки тленните останки.

## Памет
След смъртта му Реджа Марина кръщава крайцер в негова памет, който също служи като флагман на Италианския флот след войната.
Националният планински музей в Торино, считан за един от най-важните в света, е посветен на фигурата на херцога на Абруци от Италианския алпийски клуб и който също съхранява обширна документация за всички извъневропейски алпинистки експедиции, извършени от италианци.
Няколко алпийски хижи са кръстени на Херцога на Абруци:
- Хижа „Дука дели Абруци ал Ориондé“, във Валтурнанш
- Хижа „Дука дели Абруци“, на Тоскано-Емилианските Апенини
- Хижа „Дука дели Абруци“, в Гран Сасо.

Джовани Пасколи силно споделя емоцията, обхванала италианското обществено мнение от експедицията на Херцога на Абруци до Северния полюс. Той му посвещава две стихотворения, сега в „Оди и химни“: едното е посветено на „Умберто Кани“, второто в експедицията с кораба „Полярна звезда“, а другото изрично „На херцога на Абруци и неговите спътници“.